# Scarabaeus plausibilis
Scarabaeus plausibilis är en skalbaggsart som beskrevs av Louis Albert Péringuey 1892. Scarabaeus plausibilis ingår i släktet Scarabaeus och familjen bladhorningar. Inga underarter finns listade i Catalogue of Life.